# Fórmula Renault

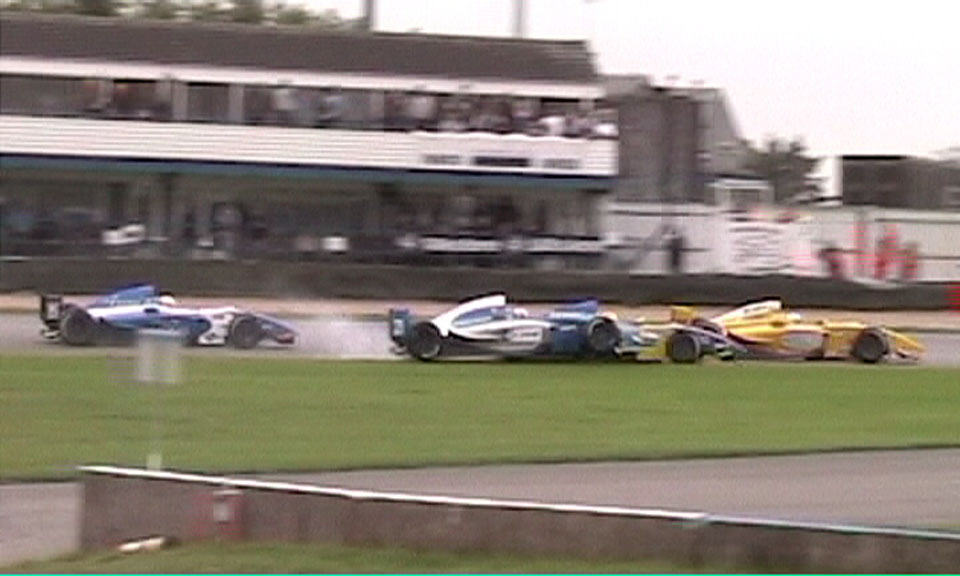
Carros de Fórmula Renault em Donington Park (2005)

Fórmula Renault é uma classe de automobilismo fundada em 1971, popular na Europa e outros países. Ela serve de classe de acesso a outras categorias de monopostos como Fórmula 3, Fórmula 2, Fórmula E, ou Fórmula 1.
De 2002 até 2006 houve um campeonato exclusivamente brasileiro. Conhecido como Formula Renault 2.0 Brasil.